# 東京大学大学院教育学研究科・教育学部
東京大学教育学部（とうきょうだいがく きょういくがくぶ、英称：Faculty of Education）は、東京大学の後期課程に設置される教育学専門学部である。また、東京大学大学院教育学研究科（とうきょうだいがくだいがくいん きょういくがくけんきゅうか、英称：Graduate School of Education）は、同大学大学院に設置される教育学研究科である。

## 教育学部
教育学部は1949年に文学部教育学科を独立させる形で設置された。設置当初は教育学科、教育心理学科、学校教育学科、教育行政学科、体育学科の5学科で構成されていたが、1995年の大学院重点化に合わせて統合され、現在のように総合教育科学科1学科となった。
2008年度入学者より総合教育科学科のコース改組が行われ、基礎教育学専修（基礎教育学コース）、教育社会科学専修（比較教育社会学コース、教育実践・政策学コース）、心身発達科学専修（教育心理学コース、身体教育学コース）の3専修5コース制となった。
進学振分けに関してはどのコースも文科三類の学生を中心とした受け入れを行っているが、身体教育学コースに関してはその研究分野が学際的であるため（全科類進学枠導入以前から）文科・理科各類から平等に受け入れている。
東京大学の教育学部はいわゆる教育学系であり、教育学研究者の養成を主目的としているが、定められた科目を履修することで教員免許（社会科、地理歴史科、公民科、保健体育科の中学校・高等学校教諭一種免許状）を取得することも可能である（他学部でもそれぞれの専攻に対応した教科の免許を取得できる）。なお、東京大学の教職課程は教育学部が中心となって運営されており、「教職に関する科目」の大部分は教育学部科目として開講されている。
- 総合教育科学科
  - 基礎教育学専修
    - 基礎教育学コース

  - 教育社会科学専修
    - 比較教育社会学コース
    - 教育実践・政策学コース

  - 心身発達科学専修
    - 教育心理学コース
    - 身体教育学コース

教育学部のスクールカラーは   橙色である。

## 教育学研究科
設立当初の教育学研究科は教育学専攻、教育心理学専攻、学校教育学専攻、教育行政学専攻、体育学専攻の5専攻で構成されていたが、1995年の大学院重点化に合わせて総合教育科学専攻に統合され、総合教育科学専攻の中に、教育学コース、比較教育社会学コース、教育心理学コース、学校教育開発学コース（2006年より教育創発学コース）、生涯教育計画コース（2006年より生涯学習基盤経営コース）、体育科学コース（1998年より身体教育学コース）の6コースが置かれる形なった。2004年には臨床心理学コース、2005年には大学経営・政策コースが設置された。
また、2006年度より学校教育高度化専攻が新設された。学校教育高度化専攻は教職の専門性を向上させることを目的の一つとしているが、教職大学院ではない。教育内容開発コースでは教育学研究科以外の研究科から副専攻の大学院生を受け入れており、10単位以上取得すると学校教育高度化専攻副専攻修了証書が与えられる。
さらに、総合教育科学専攻は2009年度より、基礎教育学専修（基礎教育学コース）、教育社会科学専修（比較教育社会学コース、生涯学習基盤経営コース、大学経営・政策コース）、心身発達科学専修（教育心理学コース、臨床心理学コース、身体教育学コース）の3専修7コース制となった。
- 総合教育科学専攻
  - 基礎教育学専修
    - 基礎教育学コース

  - 教育社会科学専修
    - 比較教育社会学コース
    - 生涯学習基盤経営コース
    - 大学経営・政策コース

  - 心身発達科学専修
    - 教育心理学コース
    - 臨床心理学コース
    - 身体教育学コース
- 学校教育高度化専攻
  - 教職開発コース
  - 教育内容開発コース
  - 学校開発政策コース

## 教育学研究科長・教育学部長[1]
- 高木貞二（1945年5月～）
- 海後宗臣（1952年3月～、1957年3月～）
- 宗像誠也（1955年3月～）
- 細谷俊夫（1959年3月～）
- 宮原誠一（1961年3月～）
- 依田新（1962年3月～）
- 勝田守一（1965年3月～）
- 猪飼道夫（1966年10月～）
- 三木安正（1968年4月～）
- 大田堯（1968年11月～）
- 岡津守彦（1969年4月～）
- 水野忠文（1971年4月～）
- 肥田野直（1973年7月～）
- 碓井正久（1975年7月～）
- 山内太郎（1977年8月～）
- 佐治守夫（1979年8月～）
- 東洋（1981年8月～、1984年8月～）
- 芝祐順（1982年8月～）
- 稲垣忠彦（1986年4月～）
- 堀尾輝久（1988年4月～）
- 寺崎昌男（1990年4月～）
- 宮下充正（1992年4月～）
- 天野郁夫（1994年4月～）
- 浦野東洋一（1996年4月～）
- 佐伯胖（1998年4月～）
- 藤田英典（2000年4月～）
- 渡部洋（2002年4月～）
- 佐藤学（2004年4月～）
- 金子元久（2006年4月～）
- 武藤芳照（2009年4月～）
- 市川伸一（2011年4月～）
- 南風原朝和（2013年4月～）
- 大桃敏行（2015年4月～）
- 小玉重夫（2017年4月～、2021年4月～）
- 秋田喜代美（2019年4月～）
- 勝野正章（2023年4月～）

## 附属施設
教育学部附属
- 東京大学教育学部附属中等教育学校

教育学研究科附属
- 学校教育高度化センター
- バリアフリー教育開発研究センター